# Mira (Hiszpania)
Mira – gmina w Hiszpanii, w prowincji Cuenca, w Kastylii-La Mancha, o powierzchni 212,86 km². W 2011 roku gmina liczyła 1051 mieszkańców.